# A1 Team Südafrika
Das A1 Team Südafrika (engl. Stilisierung: A1Team.South Africa) war das südafrikanische Nationalteam in der A1GP-Serie.

## Geschichte

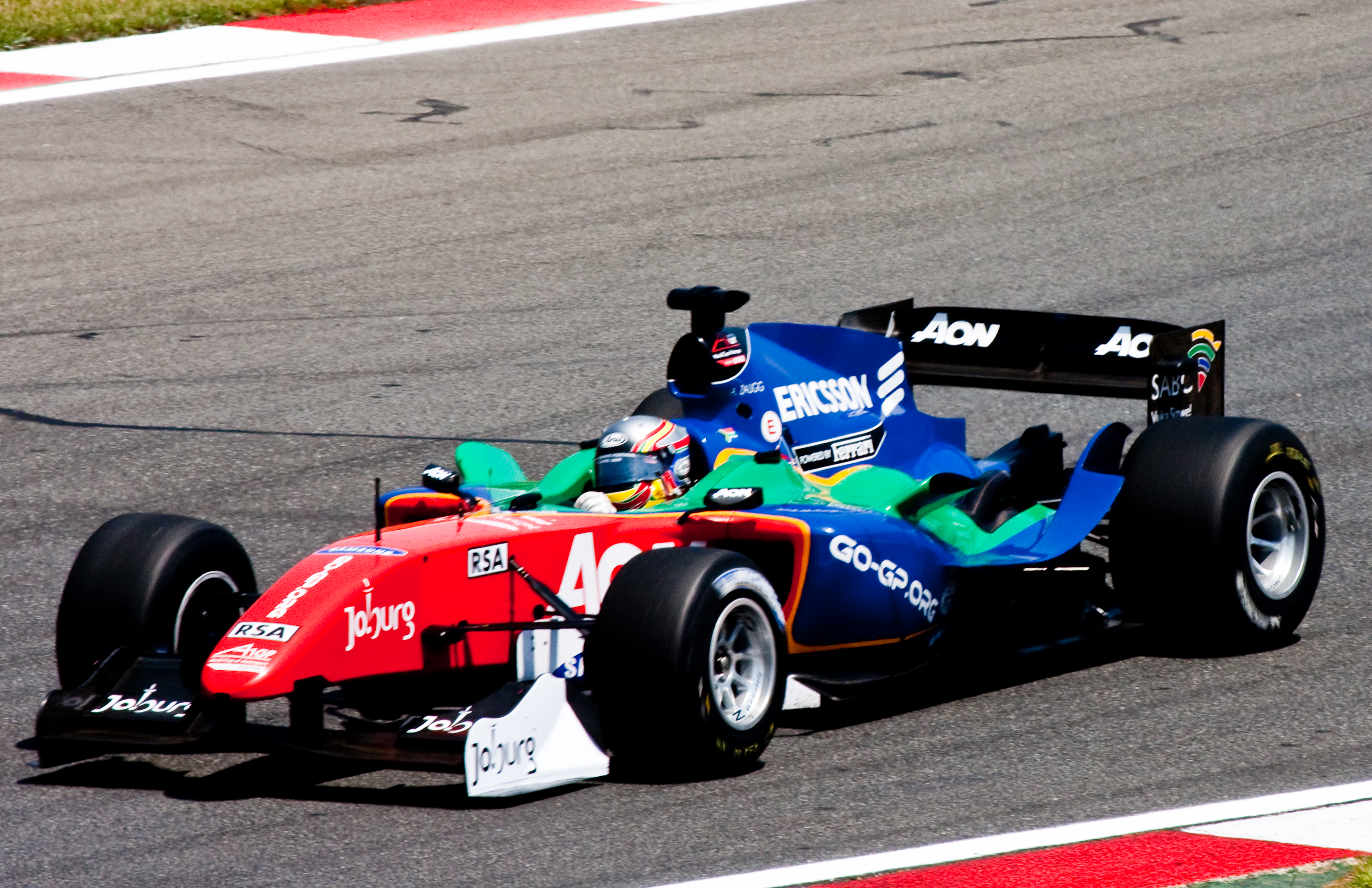
A1 Team Südafrika in Kyalami 2009

Das A1 Team Südafrika wurde von Tokyo Sexwale gegründet; als Rennstall fungierte in der ersten Saison das spanische Team BCN Competición und seither das französische Team DAMS (das seit der vierten Saison unter dem Namen „Connor Racing“ antritt).
In der ersten Saison war das Team unteres Mittelmaß; seine ersten Punkte konnte es mit Platz sechs im Hauptrennen in Brands Hatch durch Stephen Simpson erzielen. Es folgten im Saisonverlauf drei weitere Punkteplatzierungen, darunter mit einem dritten Platz im Hauptrennen in Dubai durch Simpson das erste Podium. Das Team beendete die Saison auf Rang 17 mit 20 Punkten.
In der folgenden Saison konnte sich das Team etwas steigern. Bereits im Sprintrennen des Auftaktwochenendes in Zandvoort gelang ihm mit Adrian Zaugg am Steuer der erste Sieg, nachdem dieser zuvor die erste Pole-Position erzielt hatte. Im Saisonverlauf konnte das Team zumeist nicht mehr an diese Leistung anknüpfen – eine Ausnahme stellte das Rennwochenende in Mexiko-Stadt dar, bei dem Zaugg im Sprintrennen Vierter und im Hauptrennen Dritter wurde. Es beendete die Saison auf dem 14. Gesamtplatz mit 24 Punkten.
In der dritten Saison konnte sich das Team mit Adrian Zaugg als Stammfahrer an der Spitze etablieren. Auf einen Sieg und einen zweiten Platz beim Auftaktwochenende in Zandvoort folgte mit einem dritten Platz im Sprintrennen in Zhuhai ein weiteres Podiumsresultat. Im Hauptrennen in Eastern Creek gelang Adrian Zaugg bei regnerischen Bedingungen der zweite Saisonerfolg, hinzu kamen regelmäßige Platzierungen in den Punkten. Das Team beendete die Saison auf der fünften Gesamtposition mit 96 Punkten.
In der vierten Saison fiel das Team auf das Niveau der ersten beiden Jahre zurück. Zwar konnten durch Zaugg insgesamt sechs Punkteresultate erzielt werden, darunter zwei fünfte Plätze im Sprintrennen in Chengdu und im Hauptrennen in Sepang, mehr als Gesamtrang 14 mit 19 Zählern sprang dabei aber nicht heraus.
Das A1 Team Südafrika hat an allen 39 Rennwochenenden der A1GP-Serie teilgenommen.

## Fahrer
Das A1 Team Südafrika setzte an Rennwochenenden acht verschiedene Fahrer ein, von denen vier auch an den Rennen selbst teilnahmen. Außerdem bekam Marc Murray bei einem Rookie-Test in Snetterton vor der Saison 2007/2008 die Möglichkeit, ein A1GP-Auto zu testen.

### Übersicht der Fahrer
| Fahrer              | RG | SR | HR | RS | 1. Pl.  | 2. Pl.  | 3. Pl.  | PP | SRR | Pkt. |
| ------------------- | -- | -- | -- | -- | ------- | ------- | ------- | -- | --- | ---- |
| Zaugg, Adrian       | 44 | 22 | 22 | 3  | 3 (2/1) | 1 (0/1) | 2 (0/2) | 5  | 3   | 139  |
| Simpson, Stephen    | 20 | 10 | 10 | -  | 0 (0/0) | 0 (0/0) | 1 (0/1) | 0  | 0   | 19   |
| van der Merwe, Alan | 10 | 5  | 5  | 5  | 0 (0/0) | 0 (0/0) | 0 (0/0) | 0  | 0   | 0    |
| Scheckter, Tomas    | 4  | 2  | 2  | -  | 0 (0/0) | 0 (0/0) | 0 (0/0) | 0  | 0   | 1    |
| Orr, Wesleigh       | -  | -  | -  | 9  | 0 (0/0) | 0 (0/0) | 0 (0/0) | 0  | 0   | 0    |
| Cronje, Gavin       | -  | -  | -  | 3  | 0 (0/0) | 0 (0/0) | 0 (0/0) | 0  | 0   | 0    |
| Morgado, Cristiano  | -  | -  | -  | 3  | 0 (0/0) | 0 (0/0) | 0 (0/0) | 0  | 0   | 0    |
| Murray, Jennifer    | -  | -  | -  | 1  | 0 (0/0) | 0 (0/0) | 0 (0/0) | 0  | 0   | 0    |

Legende: RG = Rennen gesamt; SR = Sprintrennen; HR = Hauptrennen; RS = Rookie-Sessions; PP = Pole-Position; SRR = schnellste Rennrunde

## Ergebnisse
| Saison | 1         | 1         | 2          | 2          | 3       | 3       | 4          | 4          | 5       | 5       | 6          | 6          | 7          | 7          | 8         | 8         | 9         | 9         | 10        | 10        | 11        | 11        | Rang | Punkte |
| ------ | --------- | --------- | ---------- | ---------- | ------- | ------- | ---------- | ---------- | ------- | ------- | ---------- | ---------- | ---------- | ---------- | --------- | --------- | --------- | --------- | --------- | --------- | --------- | --------- | ---- | ------ |
| 05/06  | Brands H. | Brands H. | EuroSpeed. | EuroSpeed. | Estoril | Estoril | Eastern C. | Eastern C. | Sepang  | Sepang  | Dubai      | Dubai      | Durban     | Durban     | Sentul    | Sentul    | Monterrey | Monterrey | Laguna S. | Laguna S. | Shanghai  | Shanghai  | 17.  | 20     |
| 05/06  | 24 SIM    | 6 SIM     | 12 SCH     | 22 SCH     | 10 SCH  | 22 SCH  | 21 SIM     | 24 SIM     | 21 SIM  | 12 SIM  | 12 SIM     | 3 SIM      | 20 SIM     | 5 SIM      | 21 SIM    | 11 SIM    | 17 SIM    | 18 SIM    | 11 SIM    | 22 SIM    | 11 SIM    | 14 SIM    | 17.  | 20     |
| 06/07  | Zandvoort | Zandvoort | Brno       | Brno       | Peking  | Peking  | Sepang     | Sepang     | Sentul  | Sentul  | Taupo      | Taupo      | Eastern C. | Eastern C. | Durban    | Durban    | Mexiko-S. | Mexiko-S. | Shanghai  | Shanghai  | Brands H. | Brands H. | 14.  | 24     |
| 06/07  | 1 ZAU     | 23 ZAU    | 21 SIM     | 11 SIM     | 22 ZAU  | 5 ZAU   | 13 ZAU     | 12 ZAU     | 9 VDM   | 18 VDM  | 7 VDM      | 16 VDM     | 16 VDM     | 20 VDM     | 7 ZAU     | 17 ZAU    | 4 ZAU     | 3 ZAU     | 8 VDM     | 12 VDM    | 15 ZAU    | 20 ZAU    | 14.  | 24     |
| 07/08  | Zandvoort | Zandvoort | Brno       | Brno       | Sepang  | Sepang  | Zhuhai     | Zhuhai     | Taupo   | Taupo   | Eastern C. | Eastern C. | Durban     | Durban     | Mexiko-S. | Mexiko-S. | Shanghai  | Shanghai  | Brands H. | Brands H. | ---       | ---       | 5.   | 96     |
| 07/08  | 1 ZAU     | 2 ZAU     | 4 ZAU      | 16 ZAU     | 10 ZAU  | 19 ZAU  | 20 ZAU     | 3 ZAU      | 4 ZAU   | 7 ZAU   | 7 ZAU      | 1 ZAU      | 13 ZAU     | 7 ZAU      | 20 ZAU    | 6 ZAU     | 7 ZAU     | 16 ZAU    | 7 ZAU     | 11 ZAU    |           |           | 5.   | 96     |
| 08/09  | Zandvoort | Zandvoort | Chengdu    | Chengdu    | Sepang  | Sepang  | Taupo      | Taupo      | Kyalami | Kyalami | Algarve    | Algarve    | Brands H.  | Brands H.  | ---       | ---       | ---       | ---       | ---       | ---       | ---       | ---       | 14.  | 19     |
| 08/09  | 6 ZAU     | 13 ZAU    | 5 ZAU      | 9 ZAU      | 9 ZAU   | 5 ZAU   | 10 ZAU     | 9 ZAU      | 7 ZAU   | 16 ZAU  | 17 ZAU     | 16 ZAU     | 15 VDM     | 11 VDM     |           |           |           |           |           |           |           |           | 14.  | 19     |

| Legende  | Legende            | Legende                                                          |
| Farbe    | Abkürzung          | Bedeutung                                                        |
| -------- | ------------------ | ---------------------------------------------------------------- |
| Gold     | –                  | Sieg                                                             |
| Silber   | –                  | 2. Platz                                                         |
| Bronze   | –                  | 3. Platz                                                         |
| Grün     | –                  | Platzierung in den Punkten                                       |
| Blau     | –                  | Klassifiziert außerhalb der Punkteränge                          |
| Violett  | DNF                | Rennen nicht beendet (did not finish)                            |
| Violett  | NC                 | nicht klassifiziert (not classified)                             |
| Rot      | DNQ                | nicht qualifiziert (did not qualify)                             |
| Rot      | DNPQ               | in Vorqualifikation gescheitert (did not pre-qualify)            |
| Schwarz  | DSQ                | disqualifiziert (disqualified)                                   |
| Weiß     | DNS                | nicht am Start (did not start)                                   |
| Weiß     | WD                 | zurückgezogen (withdrawn)                                        |
| Hellblau | PO                 | nur am Training teilgenommen (practiced only)                    |
| Hellblau | TD                 | Freitags-Testfahrer (test driver)                                |
| ohne     | DNP                | nicht am Training teilgenommen (did not practice)                |
| ohne     | INJ                | verletzt oder krank (injured)                                    |
| ohne     | EX                 | ausgeschlossen (excluded)                                        |
| ohne     | DNA                | nicht erschienen (did not arrive)                                |
| ohne     | C                  | Rennen abgesagt (cancelled)                                      |
| ohne     | keine WM-Teilnahme |                                                                  |
| sonstige | P/fett             | Pole-Position                                                    |
| sonstige | 1/2/3/4/5/6/7/8    | Punktplatzierung im Sprint-/Qualifikationsrennen                 |
| sonstige | SR/kursiv          | Schnellste Rennrunde                                             |
| sonstige | *                  | nicht im Ziel, aufgrund der zurückgelegten Distanz aber gewertet |
| sonstige | ()                 | Streichresultate                                                 |
| sonstige | unterstrichen      | Führender in der Gesamtwertung                                   |